# دينيس ويلكينسون
دينيس ويلكينسون (بالإنجليزية: Denys Wilkinson)‏ (و. 1922 – 2016 م) هو عالم نووي، وفيزيائي، وأستاذ جامعي من المملكة المتحدة . ولد في ليدز . وكان عضواً في الجمعية الملكية .
توفي عن عمر يناهز 94 عاماً.

## جوائز
حصل على جوائز منها:
- جائزة طوم بونر في الفيزياء النووية [الإنجليزية]‏ (1974)
- وسام هيوز (1965)
- جائزة هوولوك [الإنجليزية]‏ (1957)
- قلادة ملكية
- زمالة الجمعية الملكية.